# إدوارد لوفيفر
إدوارد لوفيفر (بالفرنسية: Édouard Lefèvre)‏ هو عالم نبات وعالم حشرات فرنسي، ولد في 1839 في شارتر في فرنسا، وتوفي في 17 يونيو 1894 في باريس في فرنسا.